# Tel Dor
Pour les articles homonymes, voir Dor.
Tel Dor est un tel situé en Israël identifié à la ville biblique de Dor. Le site archéologique de Tel Dor se trouve au sud du mont Carmel à proximité du kibboutz Nahsholim dans le nord d'Israël.
Dor est mentionné dans une liste de tributs athéniens de -454.
La forteresse de Merle y est établie à l'époque des Croisades.